# Goldman Sachs Tower
Goldman Sachs Tower (30 Hudson Street) je mrakodrap ve městě Jersey City ve státě New Jersey (USA). Má 42 pater a se svojí výškou 238 m je nejvyšší budovou v New Jersey. Budovu navrhl architekt César Pelli. Výstavba probíhala v letech 2001 až 2004. Její poloha je na nábřeží řeky Hudson s výhledem na Dolní Manhattan.